# 30097 Traino
30097 Traino è un asteroide della fascia principale. Scoperto nel 2000, presenta un'orbita caratterizzata da un semiasse maggiore pari a 2,3653721 UA e da un'eccentricità di 0,1297373, inclinata di 7,34554° rispetto all'eclittica.